# Геопатогенні зони
Геопатоге́нні зони — назва локальних геохімічних аномалій токсичних або радіоактивних елементів у гірських породах, ґрунтах, чи підземних водах на певній території. Патогенна дія аномально високої концентрації токсичних і радіоактивних хімічних елементів в геологічному середовищі на організм людини і домашніх тварин давно відома і детально описана у спеціальній літературі.
Геопатогенні зони можуть формуватись у зонах розвитку активних глибинних геологічних розломів, близького залягання підземних вод. Це ослаблені ділянки гірського масиву, по яких відбувається інтенсивний енерго-, масоперенос. Системою розломів до земної поверхні транспортуються мантійні гази, найнебезпечнішим з яких є радон. Потрапляючи до організму людини він провокує розвиток раку легенів. Розпад ізотопів радону в легеневій тканині викликає мікроопік, оскільки вся енергія альфа-частинок поглинається практично в точці розпаду. Рак легень, викликаний радоновим опроміненням, є шостою за частотою причиною смерті від раку.
На даному етапі вивчення проблеми геопатогенних зон здебільшого зводиться саме до питань радонової безпеки.Тому найпоширенішими методами виявлення геопатогенних зон на сьогодні є структурно-геодинамічне картування, а також еманаційна зйомка. 
Проблематика вивчення геопатогенних зон активно розвивається в науковому середовищі. Так, тема широко вивчається, й проявлена як у збірках наукових статей , так і в студентських магістерських роботах МОН України 

## Критика
Обґрунтована наукова теорія «геопатогенних зон» як така відсутня. Гіпотези про шкідливий вплив на організм людини еманацій радону з глибинних розломів земної кори наразі є предметом гарячих суперечок і дискусій. Найбільш впевнено можна говорити про наявність несприятливих для живих організмів зон поблизу вулканів, гейзерів, де спостерігаються постійні або періодичні виходи на поверхню отруйних та токсичних газів і аерозолей (СО, H2S тощо). Водночас, конкретні факти підвищеного рівня захворювань у певних місцевостях, аварійності на дорогах тощо мають ряд альтернативних пояснень[які?].